# Paula Stone
Paula Stone, född 20 januari 1912, död 23 december 1997 i Sherman Oaks i Kalifornien, var en skådespelare som bland annat arbetade på teatern, från New York.

## Uppväxt och scendebut
Paula Stone var dotter till skådespelaren och dansaren Fred Stone. Hennes mor Allene Crater Stone var sångerska. Familjen hade en ranch i Lyme i Connecticut. Teaterdebuten gjorde hon i maj 1925 vid Illinois Theater i Chicago i Illinois, i Stepping Stones. Hon var då 13 år. Hennes syster Dorothy gjorde scendebut som 16-åring.

## Filmografi i urval
- 1935 – Västerns musketörer
- 1936 – The Case of the Velvet Claws
- 1937 – Swing It Professor
- 1939 – Dårskapens marknad